# Al-Ahli SC Doha
L'Al-Ahli SC Doha (àrab: النادي الأهلي الرياضي, an-Nādī al-Ahlī ar-Riyāḍī, ‘Club Nacional Esportiu’) és un club de futbol qatarià de la ciutat de Doha. Al-Ahly significa Nacional. El 1972 es fusionà amb el club Al-Najha. Ha guanyat en quatre ocasions la Copa de l'Emir de Qatar (1973, 1981, 1987 i 1992).

## Palmarès
- Copa de l'Emir de Qatar:[2]

1973, 1981, 1987, 1992
- Segona Divisió

2012

## Jugadors destacats

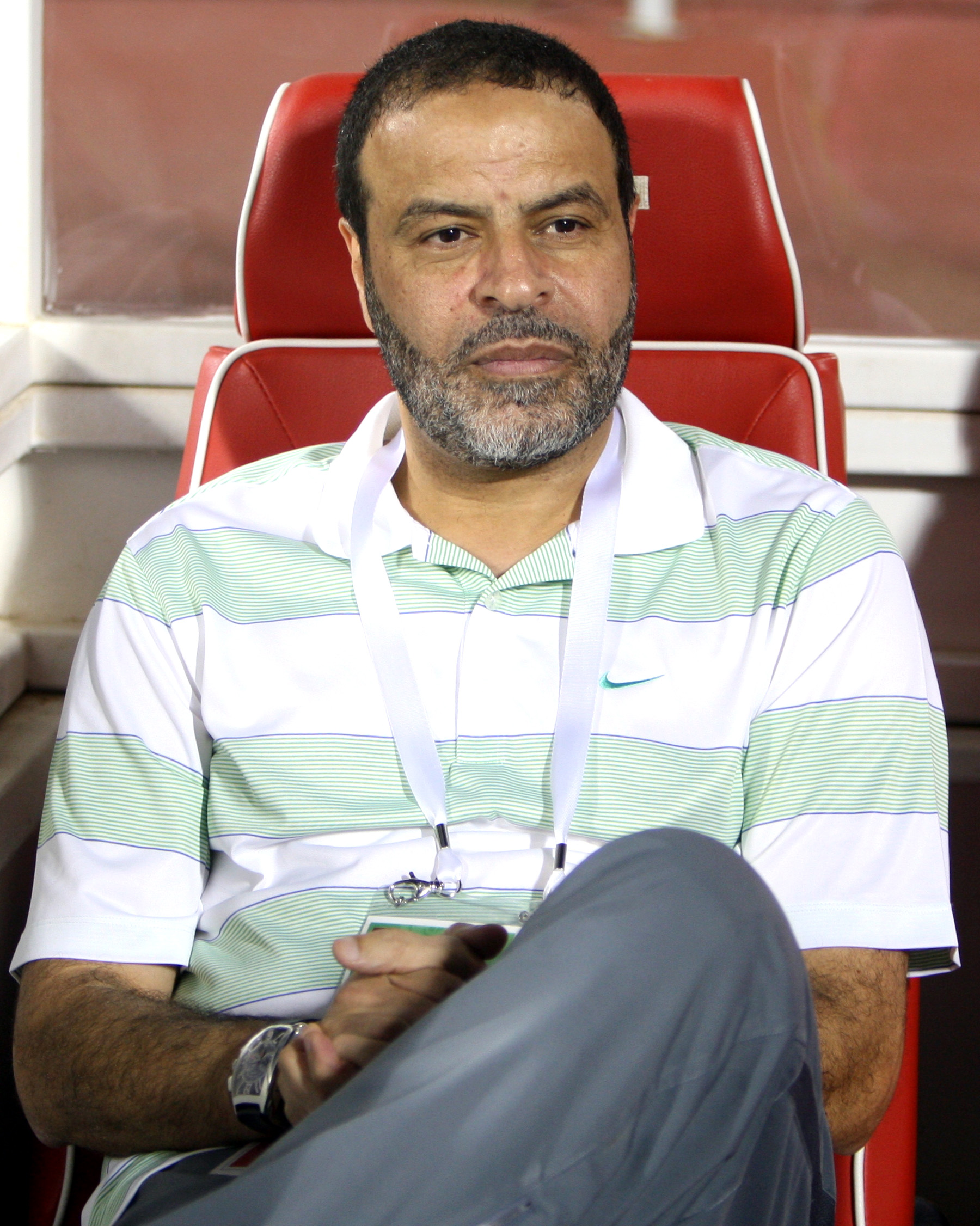
Abdullah Mubarak, antic entrenador d'Al Ahli.

- Meshal Abdulla
- Jamal Jouhar
- Saad Ghanim Al Shammari
- Hayder Jabar Khadhim
- Hassan Mudhafar
- Badar Al-Maimani
- Firas Al Khatib
- Jose Barros Zé Piguita
- Carlos Morais Caló
- Bouabib Bouden
- Josep Guardiola i Sala
- Farshad Pious
- Sergio Ricardo
- Iván Hurtado
- Gunter Van Handenhoven